# Inselbrauerei Julius Feierling

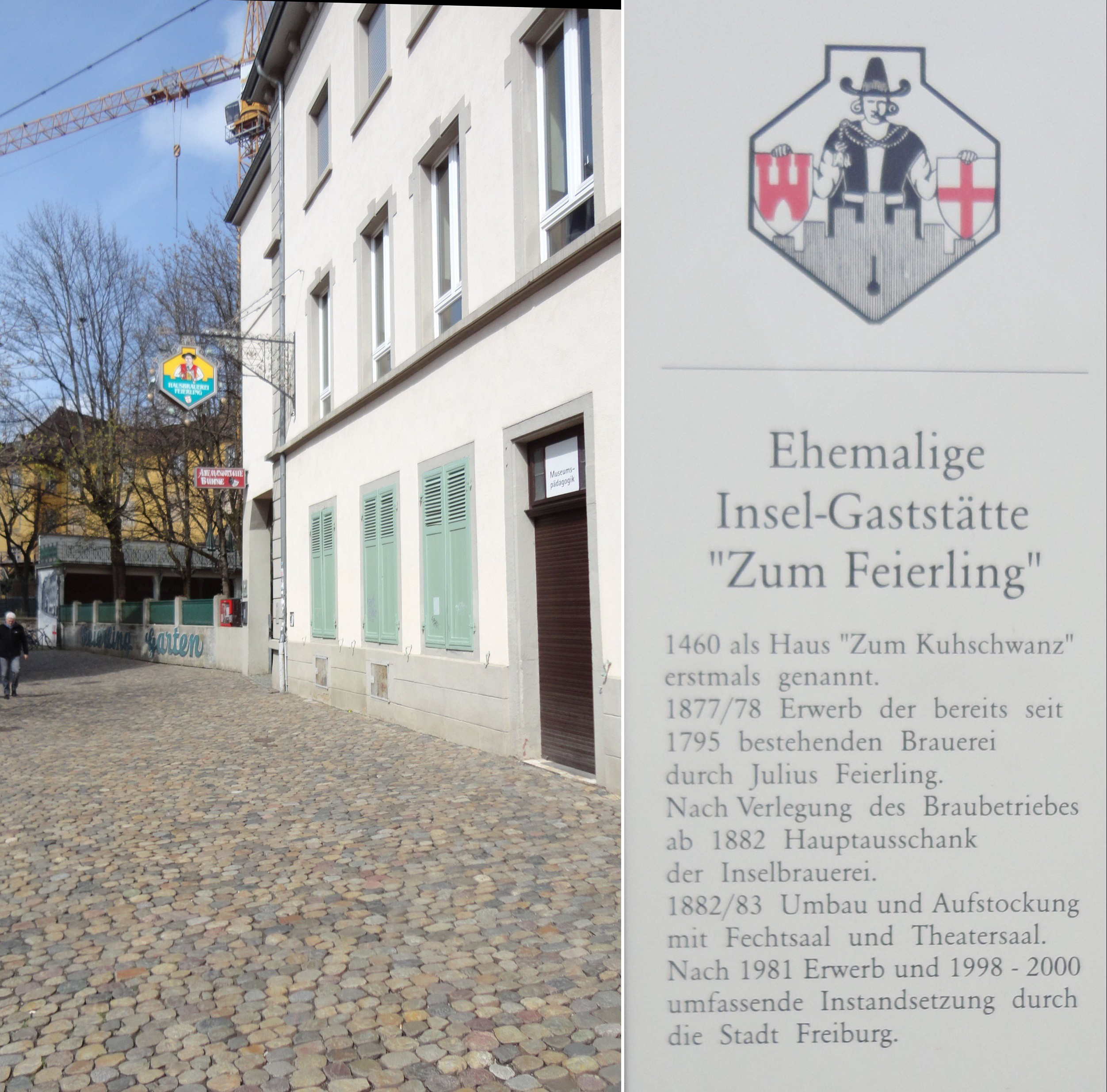
Ehemalige Inselgaststätte "Zum Feierling"

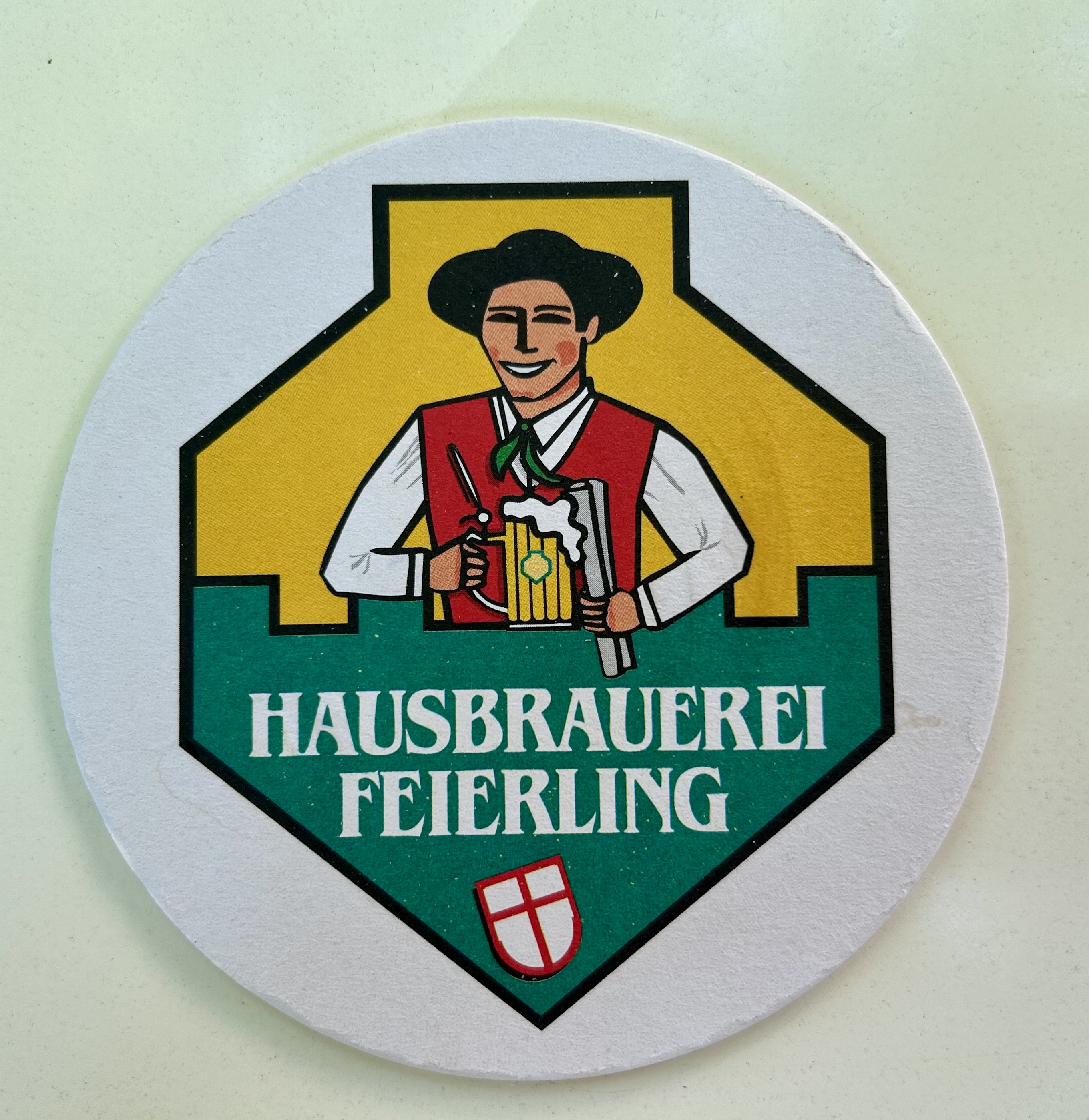
Bierteller Feierling

Die Inselbrauerei Julius Feierling war eine deutsche Brauerei in Freiburg im Breisgau.
Sie wurde 1877 von dem Brauer Julius Feierling in der Gerberau in Freiburg im Breisgau als Nachfolge einer bereits seit 1795 bestehenden Brauerei gegründet. Hier braute Julius Feierling das erste helle Bier in Freiburg. 1882 wurde die Brauerei in die Grünwälderstraße am Augustinerplatz verlegt, das Stammhaus blieb als Gaststätte in der Gerberau erhalten. Die Brauerei wurde 1981 geschlossen.
1989 wurde in der Nachfolge die Hausbrauerei Feierling wieder eröffnet. Der Ausstoß liegt mittlerweile bei mehr als 3000 Hektolitern jährlich.